# Крижик
Кри́жик — село в Україні, у Ворожбянській міській громаді Сумського району Сумської області. Населення становить 129 осіб. Колишній орган місцевого самоврядування — Кальченківська сільська рада.

## Назва
Крижик — походить від назви річки Крижик, яка була притокою річки Крига. На даний час ця річка (Крижик) замулена і перетворилася на ставки.

## Географія
Село Крижик знаходиться на відстані 1,5 км від правого берега річки Вижлиця. На відстані 1,5 км розташовані села Червоне, Шкуратівка і Воронине.
По селу протікає пересихаючий струмок із загатами. Фактично він перетворився на 3 окремі ставки, був ще один, але він вже висох. Це залишки річки Крижик.
Поруч проходить автомобільна дорога Т 1904.

## Населення

### Мова
Розподіл населення за рідною мовою за даними перепису 2001 року:
| Мова       | Кількість | Відсоток |
| ---------- | --------- | -------- |
| українська | 125       | 96.9%    |
| російська  | 4         | 3.1%     |
| Усього     | 129       | 100%     |

## Історія
За переказами місцевих мешканців, село Крижик (Яцина Слобідка) в давнину заснували як хутір козацькі родини, які в той час масово заселяли Слобожанщину, зокрема виділяють Сиворакшів, Заковоротних, Єременків, Денисенків, Зуєнків, Ященків та Потапенків. Відносять той час до XVII—XVIII століть. В той час село мало назву Яцина Слобідка, але вже вживалася назва Крижик на честь назви річки. Також є свідчення про назву Вільховий колодязь або Вільхова криниця. Станом на 1864 рік село було в статусі власницького села та мало 27 дворів, у яких мешкали 259 осіб. За твердженнями ще очевидців початку XX століття, село мало трьох панів (поміщиків): Євреєнко, Балаценко та Бублик, з яких виділяють Балаценка, на честь якого названо ставок в селі при виїзді з Крижика в напрямку села Кальченки.

З приходом в село більшовицької окупації пани втекли, а в маєтку Балаценка була заснована трирічна школа, від якої на сьогодні залишився лише невеликий пагорб в бур'янах. В найбільших і найкращих хатах були розміщені штаби та конюшні. Люди в селі не були задоволені приходом комуністів, свідченням тому є вбивства двох комісарів.
Село постраждало внаслідок геноциду українського народу, проведеного урядом СРСР 1921—1933 та 1946–1947 роках. Не було жодної хати, де б уціліли всі, померло дуже багато дітей, про що свідчать поховання в селі того часу, коли ховали своїх родичів на городах біля своїх дворів.

У Другій Світовій Війні Крижик відзначився героями тієї війни. Вже за селом в напрямку Білопілля встановлено пам'ятну плиту про подвиг Героя СРСР Цибульова Олексія Івановича, єфрейтора, навідника гармати окремого зенітно-артилерійського дивізіону 5-ї повітряно-десантної бригади 3-го повітряно-десантного корпусу, гармата якого підбила декілька німецьких танків на місці боїв обабіч Крижика. На честь нього в селі названо одну з двох існуючих вулиць (друга — Польова).
Ще в 90-х роках XX століття в селі працював колгосп на 2 свиноферми, 1 корівник, існувала конюшня, водонапірна башта та вітряк. В тих же ж 90-х роках XX століття в Крижику був розроблений глиняний кар'єр і побудований цегельний завод. Також в селі працював асфальтний завод. Існував магазин і навіть щось подібне до клубу, де вечорами збиралася молодь села. Але, на жаль, від усього цього в селі не залишилося нічого, лише бур'яни…
- 12 червня 2020 року, відповідно до розпорядження Кабінету Міністрів України № 723-р «Про визначення адміністративних центрів та затвердження територій територіальних громад Сумської області», село увійшло до складу Ворожбянської міської громади[3].
- 19 липня 2020 року, в результаті адміністративно-територіальної реформи та ліквідації Білопільського району, село увійшло до складу новоутвореного Сумського району[4].